# Ziemia Króla Chrystiana IX
Ziemia Króla Chrystiana IX (duń. Kong Christian IX Land) – region Grenlandii w środkowo-południowej części jej wschodniego wybrzeża. Na południe od niej rozciąga się Wybrzeże Króla Fryderyka VI, a na północ Ziemia Króla Chrystiana X.
Obejmuje ją obszar gminy Sermersooq. Na wybrzeżu leżą niewielkie osiedla, takie jak Sermiligaaq. U wybrzeży znajdują się liczne wyspy, w tym Ammassalik, na której leży miasto Tasiilaq, największe we wschodniej Grenlandii. Ziemia ta została nazwana na cześć Chrystiana IX, króla Danii.